# Manfred Burgsmüller
Manfred „Manni“ Burgsmüller (* 22. Dezember 1949 in Essen; † 18. Mai 2019 ebenda) war ein deutscher Fußballspieler. Der Stürmer absolvierte von 1969 bis 1990 in der Fußball-Bundesliga für Rot-Weiss Essen, Borussia Dortmund, den 1. FC Nürnberg und Werder Bremen insgesamt 447 Partien. Er erzielte dabei 213 Tore und belegt damit Platz 5 in der Liste der Bundesliga-Torschützen. Danach spielte er noch sechs Jahre als Kicker in Düsseldorf American Football in der World League of American Football und der NFL Europe.

## Karriere

### Als Fußballspieler
Burgsmüller begann mit dem Fußballspielen beim Essener Stadtteilklub VfB Rellinghausen 08. Nach neun Jahren bei Rot-Weiss Essen und Bayer 05 Uerdingen wechselte er zur Saison 1976/77 mit 27 Jahren zur frisch wiederaufgestiegenen Borussia Dortmund, für die Burgsmüller am 24. Mai 1980 als 15. Spieler insgesamt sein 100. Bundesligator schoss. Er war von 1979 bis 1983 Kapitän der Mannschaft und erzielte in 224 Bundesligaspielen 135 Tore für den BVB, was bis heute Vereinsrekord ist.
Burgsmüller hatte den Ruf, dem Gegner gedanklich stets einen Schritt voraus zu sein und in schier unmöglich erscheinenden Situationen Tore zu erzielen. Dies gelang dem „Instinktfußballer“ beispielsweise per Fallrückzieher oder per Kopfball aus kürzester Distanz. Der häufig als „Schlitzohr“ bezeichnete Angreifer sah sich auch selbst als „unberechenbaren Spieler“ an, der einer der klassischen Positionen des Neuners wie des Zehners nicht zuzuordnen war. Er rempelte beispielsweise auch einmal den gegnerischen Tormann Gerry Ehrmann einfach an, um an den Ball in dessen Händen zu gelangen und ihn ins Tor zu befördern. Burgsmüller beschrieb den Vorfall wie folgt: „Der Ehrmann hält den Ball, ich lieg' so neben dem Tor, rappel mich wieder auf und will wieder zur Mitte. Da seh' ich, wie der Gerry vor sich hinpennt, geh' zu ihm und schubs' dem mit der Hand die Pille aus dem Arm. Da fällt der Ball auf den Boden, und ich schieb ihn rein.“
In der A-Nationalmannschaft spielte Burgsmüller von 1977 bis 1978 dreimal. Der Spieler selbst sagte später, der damalige Nationaltrainer Helmut Schön habe sich an der oben erwähnten Unberechenbarkeit wie auch an seinen „lockeren Sprüchen“ gestört und ihn daher nicht häufiger berufen. Gegenüber Schön soll Burgsmüller einmal gesagt haben, er sei davon ausgegangen, man würde „auf Rasen spielen“, nachdem Schön ihm empfohlen hatte, „auf dem Teppich zu bleiben“. Andererseits hatte er aber auch im Angriff mit Klaus Fischer, Klaus Allofs, Horst Hrubesch und insbesondere Karl-Heinz Rummenigge starke Konkurrenten. Im Verein jedoch soll Burgsmüller eine Institution gewesen sein, mächtiger als der jeweilige Trainer. „Die meisten Trainer werden überschätzt, wir Spieler sind wichtiger, deshalb fliegen ja immer die Trainer, wenn es mal qualmt“, soll er in Richtung seines Trainers Udo Lattek gesendet haben.
Als der Essener mit 34 Jahren 1984 vom 1. FC Nürnberg zu Rot-Weiß Oberhausen in die 2. Bundesliga wechselte, hatte es den Anschein, als sei damit seine Erstligakarriere beendet. Als er aber dort in der zweiten Spielzeit mit 29 Treffern Torschützenkönig der Zweiten Liga wurde, holte Otto Rehhagel, der ihn in Oberhausen gesichtet hatte, den fast 36-Jährigen Ende 1985 zu Werder Bremen in die erste Liga zurück. Sein Aufsehen erregendes erstes Tor für den SV Werder schoss er aus 18 Metern mit dem Außenrist per Bogenlampe über den gegnerischen Keeper hinweg. Mit dem Team von Werder, das 1988 die Deutsche Fußballmeisterschaft gewann, sicherte sich Burgsmüller im Alter von 38 Jahren seinen ersten Titel. In den Jahren 1989 und 1990 erreichte er mit der Mannschaft jeweils das Finale des DFB-Pokals. Mit seinen 213 Toren belegt er Platz 5 der Ewigen Bundesliga-Torschützenliste – hinter Gerd Müller, Robert Lewandowski, Klaus Fischer und Jupp Heynckes. Ab dem Jahr 1974 war er immer wieder unter den zehn besten Torschützen der Liga (zweimal auf Platz 2: 1980/81 mit 27 Treffern und 1981/82 mit 22 Toren), konnte jedoch kein einziges Mal die Kanone für den Torschützenkönig entgegennehmen. Seinen letzten Treffer in der höchsten deutschen Spielklasse erzielte er am 5. August 1989 im Alter von 39 Jahren. 1996 wurde er als ältester Ligatorschütze von Mirko Votava abgelöst.

### Als American-Football-Spieler
Nach seiner Karriere als Profifußballer wurde er von 1996 bis 2002 Kicker beim Düsseldorfer American-Football-Team Rhein Fire und dadurch mit 52 Jahren der älteste aktive American-Football-Profi der Welt. Mit dem Team spielte er zunächst in der World League of American Football und anschließend in der NFL Europe und erzielte dabei über 300 Punkte und gewann zwei Titel und mehrere Vizemeisterschaften. 

### Nach der Sportlerkarriere
Burgsmüller ließ sich nach 18 Ehejahren im Jahr 2000 von seiner Frau scheiden.
Im Jahr 2004 sollte er beim FC Schalke 04 eine American-Football-Mannschaft für die NFL Europe aufbauen, um die Arena AufSchalke besser auszulasten. Diese Pläne wurden aber 2004 wegen zu niedriger Zuschauerzahlen bei den Spielen von Rhein Fire in der Gelsenkirchener Arena verworfen.
In der Saison 2004/05 wollte Burgsmüller als Manager den Dortmunder Stadtteilklub SSV Hacheney vor dem Abstieg retten. Vermarktet wurde sein missglücktes Vorhaben durch die dokumentarische Sendung Helden der Kreisklasse des TV-Senders Kabel eins. Er war ab 2004 Gesellschafter einer Sportbekleidungskette und versuchte sich dann im Sportmarketing. Burgsmüller litt im Alter an Arthrose in den Füßen und musste einen Gehstock verwenden.
Burgsmüller starb am 18. Mai 2019 in seiner Wohnung in Essen und hinterließ drei Töchter. Fans organisierten nach seinem Tod beim VfL Kemminghausen, einem siebtklassigen Dortmunder Fußballverein, zu seinen Ehren ein Benefizspiel zugunsten der Organisation Kinderlachen.

## Länderspiele
- 16. November 1977 in Stuttgart: Bundesrepublik Deutschland – Schweiz 4:1
- 14. Dezember 1977 in Dortmund: Bundesrepublik Deutschland – Wales 1:1
- 22. Februar 1978 in München: Bundesrepublik Deutschland – England 2:1 (eingewechselt)

## Erfolge

### Fußball
Rot-Weiss Essen
- 1× Aufstieg in die Bundesliga: 1969

Werder Bremen
- 1× Deutscher Meister: 1988
- 1× DFB-Supercupsieger: 1988
- 1× DFB-Hallen-Masterssieger: 1989
- 2× DFB-Pokalfinalist: 1989, 1990
- 1× Kirin-Cupsieger: 1986

Auszeichnungen und Rekorde
- Torschützenkönig der 2. Bundesliga: 1985 mit 29 Toren für Rot-Weiß Oberhausen
- Platz 5 der erfolgreichsten Torschützen der Bundesliga
- Bundesliga-Rekordtorschütze von Borussia Dortmund mit 135 Toren
- DFB-Pokal-Torschützenkönig: 1980

### American Football
- 2× World-Bowl-Sieger: 1998, 2000 mit Rhein Fire
- 2× World-Bowl-Finalist: 1997, 2002 mit Rhein Fire

## Sonstiges
Burgsmüllers Neffe Marius war ebenfalls im American Football aktiv. Er studierte an der University of Idaho und spielte im Vandals Football Team.